# Zinzahal
Zinzahal è un comune dell'Azerbaigian situato nel distretto di Daşkəsən. Conta una popolazione di 805 abitanti.